# Menaïca
Une menaïca est une embarcation utilisée dans le sud de l'Italie, dirigée à la voile ou à l'aviron.